# Joseph-François de Payan
 (mai 2020).
Si vous disposez d'ouvrages ou d'articles de référence ou si vous connaissez des sites web de qualité traitant du thème abordé ici, merci de compléter l'article en donnant les références utiles à sa vérifiabilité et en les liant à la section « Notes et références ».
Joseph-François de Payan, dit Payan-Dumoulin, né à Saint-Paul-Trois-Châteaux (Dauphiné) le 19 février 1759 et mort à Alixan (Drôme) le 20 mai 1852, était un révolutionnaire français.

## Biographie

### Carrière pré-révolutionnaire
Fils de l'écuyer et vibailli François de Payan et de son épouse, Marthe d'Isoard, Joseph-François de Payan naît le 19 février 1759 à Saint-Paul-Trois-Châteaux. Il est le frère aîné de Claude-François de Payan, agent national de la Commune de Paris en 1794.
Joseph-François de Payan fait carrière dans l'administration et devient en 1787 conseiller à la Chambre des comptes du Dauphiné.

### La Révolution

#### Fonctions dans la Drôme
Payan adhère avec enthousiasme aux idées révolutionnaires, tout en restant plus mesuré dans ses opinions que son frère cadet.
En 1790, alors que son père devient administrateur du département de la Drôme, Joseph-François est élu maire de Saint-Paul-Trois-Châteaux. Il est alors l'un des principaux meneurs du mouvement révolutionnaire local.
En 1791, le voici administrateur de la Drôme, puis procureur-syndic de ce département l'année suivante.
Comme son frère, il se rallie aux Montagnards et prend le parti de la Convention. Avec son frère, Payan aide les armées de la Convention à repousser l'armée départementale des Bouches-du-Rhône qui marchait sur Lyon.
En novembre 1793, un congrès des sociétés populaires réuni à Saint-Paul-Trois-Châteaux proclame que le citoyen Payan a « par son énergie, par ses travaux et par ses vertus républicaines sauvé la partie méridionale de sa patrie. »
En germinal an II (mars 1794), il conseille le Comité de salut public dans le choix des juges de la Commission populaire d'Orange, dont Jean Fauvety devient président. Cette commission allait devenir célèbre pour sa grande sévérité dans l'exercice de la Terreur.

#### Directeur de l'Instruction publique
Remarqué par le Comité de salut public, Payan est appelé au même moment à Paris. Il est nommé directeur de l'Instruction publique.
À ce poste il contribue à l'encouragement des arts, des lettres et des sciences, et obtient la libération de plusieurs artistes et scientifiques.
Membre de la section des Invalides, il se garde toutefois de se mêler des affaires du gouvernement. Il n'adhère ainsi même pas au Club des Jacobins.

#### Mise hors-la-loi et fuite
Cela ne l'empêche pas d'être considéré à tort comme un robespierriste, et le 10 thermidor, jour de l'exécution de Robespierre et de son frère Claude-François, il est mis hors-la-loi.
Payan-Dumoulin parvient toutefois à échapper à la guillotine en s'enfuyant en Suisse. Il y reste jusqu'à l'amnistie du 4 brumaire an IV (fin 1795).

### Carrière dans l'administration
De retour en France, il est nommé directeur des contributions directes, fonction qu'il occupe dix-huit ans dans de nombreux départements.
Fonctionnaire juste et intègre, il prend sa retraite en 1816. Il se retire alors dans la Drôme, à Alixan, et ne se mêle plus des affaires politiques.

### Maire d'Alixan (1830-1848)
En 1830, la révolution des Trois Glorieuses le fait sortir de sa retraite. Il est alors nommé maire d'Alixan par le gouvernement de Louis-Philippe Ier.
Malgré son grand âge, il remplit ses fonctions durant toute la durée de la monarchie de Juillet.
En 1848, ce républicain de cœur salue l'avènement de la Deuxième République. Le 14 mars, il donne toutefois sa démission de son poste de maire, pour raisons de santé.
Il meurt quatre ans plus tard, le 20 mai 1852 à Alixan, à l'âge de 93 ans, ayant survécu cinquante-huit années à son frère.
Payan-Dumoulin a laissé quelques ouvrages : quelques pièces en vers et en prose qui ont été publiées dans Le Mercure de France ou Le Courrier de l'Europe.